# Robert Wilson Lynd
Pour les articles homonymes, voir Robert Wilson, Wilson et Lynd.
Robert Wilson Lynd (en irlandais : Roibéard Ó Floinn), né le 20 avril 1879 à Belfast et mort le 6 octobre 1949, est un journaliste, écrivain, essayiste et nationaliste irlandais.

## Biographie

### Jeunesse et études
Il est né à Belfast de Robert John Lynd, pasteur presbytérien, et de Sarah Rentoul Lynd, deuxième de sept enfants. L'arrière-grand-père paternel de Lynd a émigré d'Écosse en Irlande.
Lynd a fait ses études à la Royal Belfast Academical Institution (en), étudiant à l'université Queen's de Belfast. Son père a servi comme modérateur de l'Église presbytérienne, mais il n'était qu'un membre d'une longue lignée de membres du clergé presbytérien dans la famille. Un essayiste de 2003 sur Lynd raconte que son "grand-père maternel, arrière-grand-père et arrière-arrière-grand-père avaient tous été membres du clergé presbytérien".

### Carrière littéraire
Il a commencé comme journaliste au Northern Whig (en) à Belfast. Il s'installe à Londres en 1901, via Manchester, partageant son logement avec son ami l'artiste Paul Henry. Tout d'abord, il a écrit des critiques dramatiques, pour Today, édité par Jerome K. Jerome. Il a également écrit pour le Daily News (plus tard le News Chronicle), en étant son rédacteur littéraire 1912-47.
Les Lynds étaient des hôtes littéraires, dans le groupe comprenant J. B. Priestley. Ils étaient également en bons termes avec Hugh Walpole. Priestley, Walpole et Sylvia Lynd étaient membres du comité fondateur de la Book Society. Les invités irlandais comprenaient James Joyce et James Stephens. À une occasion rapportée par Victor Gollancz dans Réminiscences of Affection, p. 90, Joyce a entonné Anna Livia Plurabelle à son propre accompagnement au piano.[citation nécessaire]
Il a utilisé le pseudonyme Y.Y. (Ys, ou sage) pour écrire pour le New Statesman. Selon Kingsley de C. H. Rolph (1973), l'essai hebdomadaire de Lynd, qui s'est déroulé de 1913 à 1945, était " irremplaçable ". En 1941, le rédacteur en chef Kingsley Martin (en) a décidé de l'alterner avec des pièces de James Bridie sur l'Irlande, mais l'expérience n'a pas du tout été un succès.

### Activisme politique
Les opinions politiques de Lynd ont été radicalisées par son expérience de la façon dont l'Ulster et le Home Rule se sont développés dans la période 1912-1914. Il a été consterné par la menace du recours à la violence pour délivrer l'Ulster de l'autonomie et par la décision ultérieure de reporter la mise en œuvre du troisième projet de loi sur l'autonomie. Il écrivit plus tard « Puis vint août 1914 et l'Angleterre commença une guerre pour la liberté des petites nations en repoussant la liberté de la seule petite nation d'Europe qu'elle avait le pouvoir de libérer d'un trait de plume ».
Il est devenu un irlandais parlant couramment l'irlandais et membre de la ligue gaélique. En tant que militant du Sinn Féin, il a utilisé le nom Robiard Ó Flionn/Roibeard Ua Flionn.

### Vie personnelle et mort
Il épouse l'écrivaine Sylvia Lynd (en) (née Dryhurst) le 21 avril 1909. Ils se sont rencontrés aux réunions de la Ligue gaélique à Londres. Leurs filles Máire et Sigle sont devenues des amies proches d'Isaiah Berlin. Le fils de Sigle, né en 1941, est l'artiste Tim Wheeler.
En mars 1924, Robert et Sylvia ont déménagé dans ce qui allait être leur maison de longue durée, l'élégante Regency House of 5 Keats Grove dans la banlieue verdoyante de Hampstead, au nord-ouest de Londres. La maison avait été habitée par divers membres de la famille de Sylvia (Dryhurst).
James Joyce et son épouse Nora Barnacle ont tenu leur déjeuner de mariage chez les Lynds après s'être mariés à l'hôtel de ville de Hampstead le 4 juillet 1931.
Lynd meurt en 1949 à Hampstead. Il est inhumé au cimetière de Belfast.

## Œuvres
- The Mantle Of The Emperor (1906) [avec Lionel Ladbroke Day Black]
- Irish and English (1908)
- Home Life in Ireland (1909)
- Rambles in Ireland (1912)
- The Book of This and That (1915)
- If the Germans Conquered England (1917)
- Old and New Masters (1919)
- Ireland a Nation (1919)
- The Art of Letters (1920)
- The Passion of Labour (1920) New Statesman articles
- The Pleasures of Ignorance (1921)
- Solomon in All His Glory (1922)
- The Sporting Life and Other Trifles (1922)
- Books and Authors (1922)
- The Blue Lion (1923)
- Selected Essays (1923)
- The Peal of Bells (1924)
- The Money Box (1925)
- The Orange Tree (1926)
- The Little Angel (1926)
- Dr. Johnson and Company (1927)
- The Goldfish (1927)
- The Silver Books of English Sonnets (1927) editor
- The Green Man (1928)
- It's a Fine World (1930)
- Rain, Rain, go to Spain (1931)
- Great Love Stories of All Nations (1932) editor
- "Y.Y." An Anthology of Essays (1933)
- The Cockleshell (1933)
- Both Sides of the Road (1934)
- I Tremble to Think (1936)
- In Defence of Pink (1937)
- Searchlights and Nightingales (1939)
- An Anthology of Modern Poetry (1939) editor
- Life's Little Oddities (1941) illustrated by Steven Spurrier
- Further Essays of Robert Lynd (1942)
- Things One Hears (1945) illustrated by Claire Oldham
- Essays on Life and Literature (1951)
- Books and Writers (1952)
- Essays by Robert Lynd (1959)
- Galway of the Races – Selected essays (1990) édité par Sean McMahon